# Irena Radtke
Irena Monika Radtke (ur. 17 października 1923 w Rzeżęcinie, zm. 30 marca 2014 w Sopocie) – polska archiwistka, historyk, absolwentka historii na Uniwersytecie Poznańskim (1952), doktor nauk humanistycznych (promotor prof. Gerard Labuda) Uniwersytetu im. Adama Mickiewicza w Poznaniu, od 1952 do 1998 archiwistka i pracownik naukowo-badawczy Archiwum Państwowego w Poznaniu (od 1974 docent), w latach 1975–1989 docent kontraktowy w Zakładzie Archiwistyki Instytutu Historii Uniwersytetu im. Adama Mickiewicza w Poznaniu. Autorka ponad 100 publikacji (artykułów, rozdziałów podręczników, recenzji i komunikatów) z zakresu archiwistyki oraz dziejów kancelarii polskiej w średniowieczu. Publikowała głównie na łamach „Archeionu”. Od 1998 mieszkała na stałe w Sopocie. Zmarła 30 marca 2014 w Sopocie.

## Książki
- Demokracja polska w powstaniu styczniowym - wybór źródeł, Wrocław 1961 (współautorstwo).
- Korespondencyjny Kurs archiwalny, Poznań 1966 (współautorstwo).
- Kancelaria miasta Poznania do roku 1570, Warszawa 1967.
- Dzieje Archiwum Miejskiego w Poznaniu, Warszawa 1975.
- Korespondencyjny Kurs archiwalny, Poznań 1977 (współautorstwo).
- Metodyka pracy archiwalnej, Poznań 1992 (współautorstwo).
- Metodyka pracy archiwalnej, wyd. II poszerzone, Poznań 1995 (współautorstwo).
- Metodyka pracy archiwalnej, wyd. III poszerzone, Poznań 1998 (współautorstwo).
- Metodyka pracy archiwalnej, wyd. IV poszerzone, Poznań 2001 (współautorstwo).
- Metodyka pracy archiwalnej, wyd. V, Poznań 2004 (współautorstwo).